# Parafestuca albida
Parafestuca albida là một loài thực vật có hoa trong họ Hòa thảo. Loài này được (Lowe) E.B.Alexeev mô tả khoa học đầu tiên năm 1985.